# Talang Renah
Talang Renah is een bestuurslaag in het regentschap Bengkulu Utara van de provincie Bengkulu, Indonesië. Talang Renah telt 222 inwoners (volkstelling 2010).